# Kaitakoski kraftverk
Kaitakoski kraftverk (ryska: Кайтакоски гидроэлектростанция, Kaitakoski gidroelektrostantsija; finska: Kaitakosken vesivoimalaitos) är ett ryskt vattenkraftverk i Pasvikälven, nära dess utlopp ur Enare träsk i Murmansk oblast.
Kraftverket invigdes 1959. Det ägs och drivs av det ryska energiföretaget TGK-1, ett dotterbolag till Kolskenergo (Kola energi). 
Kaitakoski kraftverk utnyttjar ett fall på sju meter i älven. Det har två kaplanturbiner med en installerad effekt av totalt 11 MW.